# Coupe du monde de rugby à XIII 1954
Navigation
Coupe du monde 1957
La première édition de la Coupe du monde de rugby à XIII de la Fédération internationale de rugby à XIII (RLIF) se déroule en France du 30 octobre 1954 au 13 novembre 1954 et voit la victoire de la Grande-Bretagne en finale contre la France.
Sous l'impulsion du président de la Fédération française de rugby à XIII, le Français Paul Barrière qui garantit un plan financier et organisationnel de l'événement face à la frilosité des Australiens, la RLIF décide de l'organisation d'une Coupe du monde qui se déroule donc en France. Celle-ci couvre donc les frais de transport des équipes. Trois équipes affiliées à la RLIF sont invitées : l'Australie, la Grande-Bretagne et la Nouvelle-Zélande qui s'ajoutent à la France nation hôte.
Six sites accueillent la compétition à travers la France : Paris, Lyon, Marseille, Toulouse, Nantes et Bordeaux. Pour le tout premier match, la France bat la Nouvelle-Zélande 22 à 13 au Parc des Princes de Paris. Bien que nation forte, l'Australie ne parvient pas à se qualifier pour la finale (unique fois dans son histoire). La finale, non prévue avant le tournoi mais qui a été programmée à la suite de l'égalité de points entre la Grande-Bretagne et la France, oppose les deux nations européennes devant 30 368 spectateurs et c'est la première qui s'impose 16 à 12 contre la France.
Cette Coupe du monde est considérée comme une grande réussite sportive et populaire, avec près de 20 000 spectateurs par match sur les sept rencontres de la compétition. Il est vite décidé de récidiver trois ans plus tard, en 1957, en Australie.

## Préparation de l'événement

### Contexte
Cette compétition se déroule à l'occasion du vingtième anniversaire de la Fédération française de rugby à XIII.

### Désignation du pays organisateur
Ainsi qu'il est précisé dans l’introduction, c'est à partir d'une idée française, portée et financée par la Fédération française de rugby à XIII que ce nouveau tournoi est mis sur pied. Devant les réticences des autres grandes nations du monde du rugby à XIII, la France de Paul Barrière s'est en quelque sorte « auto-désignée » pour organiser la première Coupe du monde de rugby à XIII. 
Après le football, le rugby à XIII est le deuxième sport mondial « à avoir créé ce type de compétition planétaire ».

### Villes retenues et stades
Pour cette première édition, les organisateurs désirent que la compétition ait le plus fort impact possible. Dans cette optique, les six stades retenus sont situés dans six grandes villes françaises : Paris, Marseille, Lyon, Nantes, Toulouse et Bordeaux. Cela permet de concerner au maximum le territoire français.
| Bordeaux        | Lyon          | Marseille       | Nantes         | Paris            | Toulouse          |
| --------------- | ------------- | --------------- | -------------- | ---------------- | ----------------- |
| Stade municipal | Stade Gerland | Stade Vélodrome | Stade Malakoff | Parc des Princes | Stadium municipal |
| 25 000 places   | 50 000 places | 35 000 places   | 13 500 places  | 40 000 places    | 40 000 places     |

## Acteurs

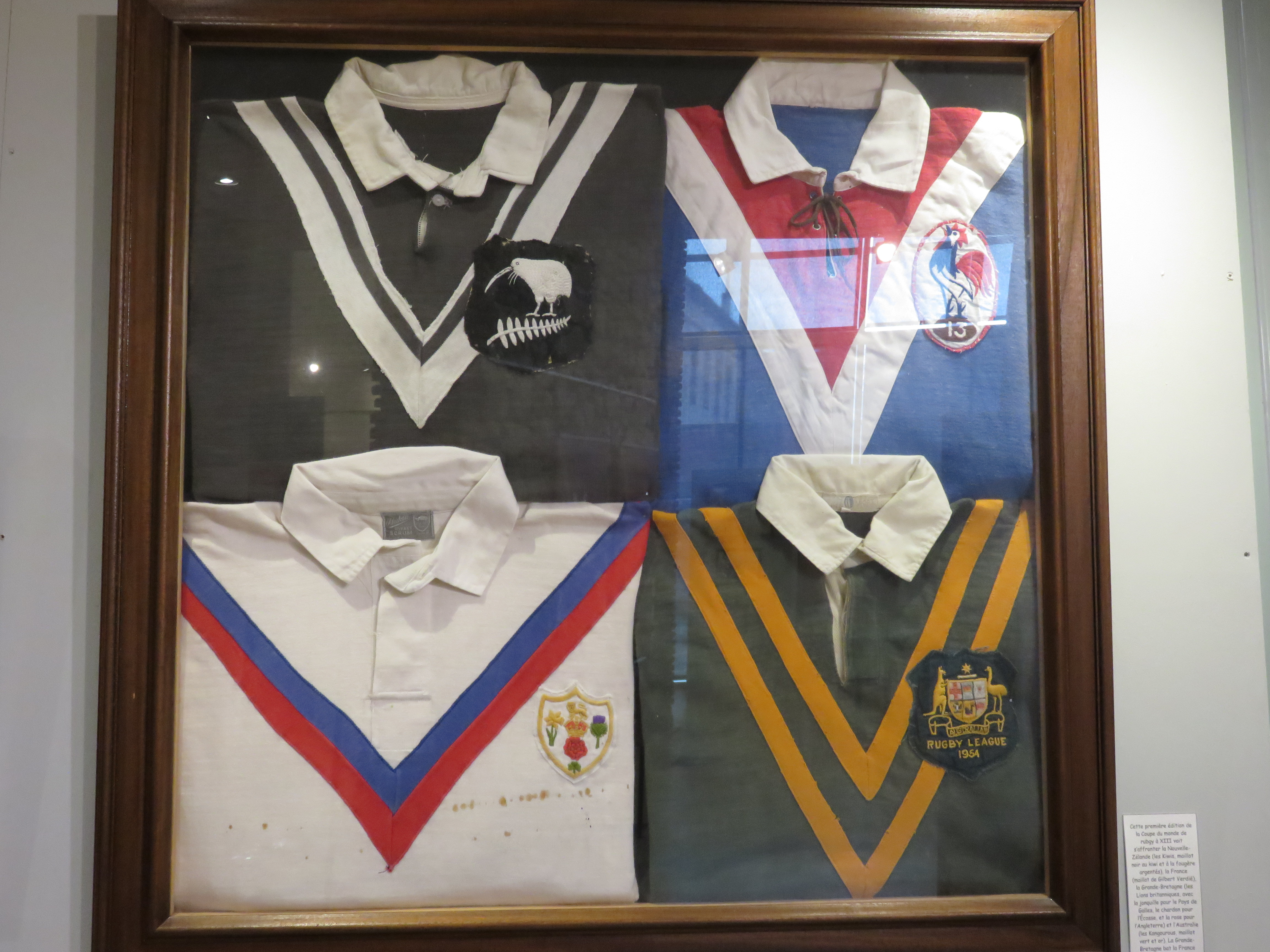
Maillots des sélections participant à la Coupe du monde 1954.

### Australie
Le sélectionneur est Vic Hey.
| Nom             | Âge | Matches et (pts) pendant l'édition | Club                       |
| --------------- | --- | ---------------------------------- | -------------------------- |
| Bob Banks       | 24  | 2 (0)                              | 0 Toowoomba Newtown        |
| Roy Bull        | 25  | 3 (3)                              | 0 Manly-Warringah          |
| Clive Churchill | 27  | 3 (0)                              | 0 South Sydney             |
| Harold Crocker  | 26  | 2 (0)                              | 0 Parramatta               |
| Brian Davies    | 24  | 3 (0)                              | 0 Booval Swifts            |
| Peter Deversi   | 22  | 3 (3)                              | 0 North Sydney             |
| Dennis Flannery | 26  | 2 (0)                              | 0 Ipswich Brothers         |
| Duncan Hall     | 29  | 1 (0)                              | 0 Brisbane Western Suburbs |
| Greg Hawick     | 22  | 2 (3)                              | 0 South Sydney             |
| Keith Holman    | 27  | 2 (0)                              | 0 Western Suburbs          |
| Ken Kearney     | 30  | 3 (6)                              | 0 St. George               |
| Ken McCaffery   | 24  | 1 (0)                              | 0 Toowoomba Souths         |
| Ian Moir        | 22  | 1 (0)                              | 0 South Sydney             |
| Kel O'Shea      | 21  | 2 (6)                              | 0 Ayr                      |
| Noel Pidding    | 27  | 3 (16)                             | 0 Maitland                 |
| Norm Provan     | 21  | 1 (0)                              | 0 St. George               |
| Alex Watson     | 23  | 3 (9)                              | 0 Brisbane Western Suburbs |
| Harry Wells     | 22  | 2 (6)                              | 0 Wollongong               |

### France
Les sélectionneurs sont Jean Duhau et René Duffort.
| Nom                | Âge | Matches et (pts) pendant l'édition | Club                      |
| ------------------ | --- | ---------------------------------- | ------------------------- |
| Jean Audoubert     | 30  | 4 (3)                              | 0 U.S. Lyon-Villeurbanne  |
| Gilbert Benausse   | 22  | 2 (0)                              | 0 A.S. Carcassonne        |
| Vincent Cantoni    | 27  | 4 (6)                              | 0 Toulouse olympique XIII |
| André Carrère      | 30  | 0 (0)                              | 0 U.S. Villeneuve         |
| Raymond Contrastin | 29  | 4 (15)                             | 0 Bordeaux XIII           |
| Joseph Crespo      | 29  | 4 (3)                              | 0 U.S. Lyon-Villeurbanne  |
| Guy Delaye         | 25  | 2 (3)                              | 0 R.C. Marseille          |
| Roger Guilhem      | 28  | 1 (0)                              | 0 A.S. Carcassonne        |
| Antoine Jimenez    | 25  | 4 (0)                              | 0 U.S. Villeneuve         |
| Joseph Krawczyk    | 28  | 4 (3)                              | 0 U.S. Lyon-Villeurbanne  |
| Jacques Merquey    | 25  | 4 (3)                              | 0 S.O. Avignon            |
| Jean Pambrun       | 24  | 1 (0)                              | 0 R.C. Marseille          |
| François Rinaldi   | 30  | 4 (0)                              | 0 R.C. Marseille          |
| Puig-Aubert        | 29  | 4 (26)                             | 0 XIII Catalan            |
| Armand Save        | 23  | 2 (0)                              | 0 Bordeaux XIII           |
| Claude Teisseire   | 23  | 3 (0)                              | 0 A.S. Carcassonne        |
| Gilbert Verdié     | 26  | 2 (0)                              | 0 R.C. Albigeois          |
| Maurice Voron      | 26  | 0 (0)                              | 0 U.S. Lyon-Villeurbanne  |

## Compétition

### Premier tour
| Groupe A |                 |   |   |   |   |    |    |     |     |
| 0        | Équipe          | J | V | N | D | PP | PC | Δ   | Pts |
| 1        | Grande-Bretagne | 3 | 2 | 1 | 0 | 67 | 32 | +35 | 5   |
| 2        | France          | 3 | 2 | 1 | 0 | 50 | 31 | +19 | 5   |
| 3        | Australie       | 3 | 1 | 0 | 2 | 52 | 58 | -6  | 2   |
| 4        | Nlle-Zélande    | 3 | 0 | 0 | 3 | 34 | 82 | -48 | 0   |

| 30 octobre  | France          | 22 - 13 | Nlle-Zélande    | Parc des Princes, Paris    |
| 31 octobre  | Grande-Bretagne | 28 - 13 | Australie       | Stade Gerland, Lyon        |
| 7 novembre  | France          | 13 - 13 | Grande-Bretagne | Stadium municipal Toulouse |
| 7 novembre  | Australie       | 34 - 15 | Nlle-Zélande    | Stade Vélodrome Marseille  |
| 11 novembre | France          | 15 - 5  | Australie       | Stade Malakoff Nantes      |
| 11 novembre | Grande-Bretagne | 26 - 6  | Nlle-Zélande    | Stade municipal Bordeaux   |

#### Détails des matches
| Sélectionneur : |
| Duhau Duffort   |

| Sélectionneur : |
| Amos            |

| Sélectionneur : |
| Duhau Duffort   |

| Sélectionneur : |
| Amos            |

| Sélectionneur : |
| Egan            |

| Sélectionneur : |
| Hey             |

| Sélectionneur : |
| Egan            |

| Sélectionneur : |
| Hey             |

| Sélectionneur : |
| Duhau Duffort   |

| Sélectionneur : |
| Egan            |

| Sélectionneur : |
| Duhau Duffort   |

| Sélectionneur : |
| Egan            |

| Sélectionneur : |
| Hey             |

| Sélectionneur : |
| Amos            |

| Sélectionneur : |
| Hey             |

| Sélectionneur : |
| Amos            |

| Sélectionneur : |
| Duhau Duffort   |

| Sélectionneur : |
| Hey             |

| Sélectionneur : |
| Duhau Duffort   |

| Sélectionneur : |
| Hey             |

| Sélectionneur : |
| Egan            |

| Sélectionneur : |
| Amos            |

| Sélectionneur : |
| Egan            |

| Sélectionneur : |
| Amos            |

### Rencontre de classement (Finale)
(mt : 4 - 8)
Points marqués :
- France : 2 essais de Cantoni, Contrastin et 3 goals de Puig-Aubert
- Angleterre : 4 essais de Brown (2), Rose, Helme et 2 goals de Ledgard

Évolution du score : 2-0, 2-3, 2-8, 4-8 (mi-temps), 9-8, 9-13, 9-16, 12-16
Arbitre : Cyril Appleton 
Spectateurs : 30 368
- France : Puig-Aubert - Vincent Cantoni, Claude Teisseire, Jacques Merquey, Raymond Contrastin - Antoine Jimenez, Joseph Crespo - François Rinaldi, Jean Audoubert (c), Joseph Krawczyk, Armand Save, Jean Pambrun, Gilbert Verdié - Entraîneur : Jean Duhau et René Duffort
- Grande-Bretagne : James Ledgard - David Rose, Phil Jackson, Albert Naughton, Michael Sullivan - Gordon Brown, Gerry Helme - John Thorley, Sam Smith (c), Bob Coverdale, Basil Watts, Don Robinson, Dave Valentine - Entraîneur : Gideon Shaw

La «rencontre de classement », autrement dit la finale, entre la France et la Grande-Bretagne attire 30 368 spectateurs au Parc des Princes à Paris. Dans un match serré, Puig-Aubert permet à la France d'ouvrir le score mais c'est la Grande-Bretagne qui domine la première mi-temps grâce aux essais de Gordon Brown et de David Rose, James Ledgard se chargeant de convertir le second, avant que Puig-Aubert ajoute une nouvelle pénalité. Le score est alors de 8 à 4 à la mi-temps en faveur des Britanniques.
Au retour des vestiaires, Cantoni marque un essai converti par Puig-Aubert permettant à la France de mener 9 à 8. Les Anglais enfoncent alors le clou grâce à deux autres essais de Gerry Helme (converti par Ledgard) et de Brown (9-16). Côté français, Contrastin permet à la France de revenir dans la partie. La pression est alors intense sur les épaules des Anglais mais contre tout pronostic, ceux-ci parviennent à tenir et deviennent ainsi les premiers champions du monde de l'histoire du rugby à XIII.

## Statistiques

### Statistiques générales
Au cours des sept matches joués, 41 essais sont marqués soit une moyenne de 5,8 essais par rencontre. De même 45 goals sont marqués. Au total, 231 points sont inscrits au cours du tournoi soit 33 points par rencontre. La Grande-Bretagne est la meilleure attaque au cours du premier tour et du tournoi, tandis que la France est la meilleure défense au cours du premier tour.

### Scoreurs

#### Essais
Le Britannique Gordon Brown est le meilleur marqueur d'essais du tournoi avec six essais en quatre matches disputés. Il devance le Français Raymond Contrastin, auteur de cinq essais, et son coéquipier David Rose, auteur de quatre essais. Brown et Contrastin ont la particularité d'avoir inscrit au moins un essai dans chacune de leurs rencontres.
| Rang          | Joueur             | Sélection       | Essais | Matches |
| ------------- | ------------------ | --------------- | ------ | ------- |
| Médaille d'or | Gordon Brown       | Grande-Bretagne | 6      | 4       |
| 2             | Raymond Contrastin | France          | 5      | 4       |
| 3             | David Rose         | Grande-Bretagne | 4      | 4       |
| 4             | Franck Kitchen     | Grande-Bretagne | 3      | 2       |
| 4             | Phil Jackson       | Grande-Bretagne | 3      | 4       |
| 4             | Alex Watson        | Australie       | 3      | 3       |

2 essais :
- Ken Kearney
- Kel O'Shea
- Harry Wells
- Vincent Cantoni
- Gerry Helme
- Ken Kearney

1 essai :
- Roy Bull
- Peter Diversi
- GregHawick
- Jean Audoubert
- Joseph Crespo
- Guy Delaye
- Joseph Krawczyk
- Jean Pambrun
- James Ledgard
- Cyril Eastlake
- Jim Edwards
- Lenny Eriksen
- Ron McKay

#### Goals
Le Français Puig-Aubert et le Britannique James Ledgard partagent la première place de meilleur réalisateur de la compétition avec treize goals.
| Place         | Joueur        | Sélection        | Goals | Matches |
| ------------- | ------------- | ---------------- | ----- | ------- |
| Médaille d'or | James Ledgard | Grande-Bretagne  | 13    | 4       |
| Médaille d'or | Puig-Aubert   | France           | 13    | 4       |
| 3             | Ron McKay     | Nouvelle-Zélande | 9     | 3       |
| 4             | Noel Pidding  | Australie        | 8     | 3       |
| 5             | John Bond     | Nouvelle-Zélande | 2     | 2       |

### Affluences
Cette Coupe du monde est un succès populaire, avec 137 329 spectateurs soit une moyenne de 19 618 spectateurs par match. L'affluence la plus importante est celle de la rencontre entre les deux nations européennes au Stadium de Toulouse avec 37 471 spectateurs. La plus faible affluence est la rencontre entre la Grande-Bretagne et l'Australie disputée au Stade Gerland de Lyon devant 10 250 spectateurs.
| Rang | Match                              | Lieu      | Phase    | Affluence |
| ---- | ---------------------------------- | --------- | -------- | --------- |
| 1    | France – Grande-Bretagne           | Toulouse  | 1er tour | 37 471    |
| 2    | France – Grande-Bretagne           | Paris     | Finale   | 30 368    |
| 3    | Australie – Nouvelle-Zélande       | Marseille | 1er tour | 20 000    |
| 4    | Grande-Bretagne – Nouvelle-Zélande | Bordeaux  | 1er tour | 14 000    |
| 5    | France – Nouvelle-Zélande          | Paris     | 1er tour | 13 240    |
| 6    | France – Australie                 | Nantes    | 1er tour | 13 000    |
| 7    | Grande-Bretagne – Australie        | Lyon      | 1er tour | 10 250    |

### Premières
- C'est bien évidemment la toute première Coupe du monde de rugby à XIII, dont la Grande-Bretagne est le premier vainqueur.
- La Parc des Princes de Paris accueille le match d'ouverture ainsi que la finale. Il est donc le premier stade du globe à accueillir deux matches de Coupe du monde.